# AIM-54 Phoenix
AIM-54 Phoenix je ameriška radarsko vodena raketa zrak-zrak dolgega dosega. Phoenix je edina ameriška raketa zrak-zrak z dolgim dosegom (čez 190 km). Rakete  se je uporabljalo na palubnem prestrezniku Grumman F-14 Tomcat, ki je imel kapaciteto šest raket; ta konfiguracija se je zaradi obremenitve trupa redko uporabljala. F-14 je lahko izstrelil vseh šest raket hkrati na šest različnih ciljev. Rakete AIM-54 so skupaj z F-14 leta 2004 upokojili, namesto njih se uporablja rakete AIM-120 AMRAAM.

## Specifikacije
- Funkcija: raketa zrak-zrak dolgega dosega
- Podjetje: Hughes Aircraft Company in Raytheon Corporation
- Cena posamezne rakete: okrog $477000
- Motor: trdogorivni raketni motor
- Dolžina: 13 ft (4,0 m)
- Teža: 1.000–1.040 lb (450–470 kg)
- Premer: 15 in (380 mm)
- Razpon kril: 3 ft (910 mm)
- Doseg: čez 100 nmi (120 mi; 190 km) (klasificiran)
- Hitrost: 3000+ mph (4680+ km/h)
- Vodenje: pol-aktivno in aktivno radarsko
- Bojna glava: 135 lb (61 kg) z bližinskim detonatorjem
- Uporabniki: ZDA, Iran
- Datum vstopa v uporabo: 1974
- Datum upokojitve: 30. september 2004 (ZDA)